# Water and Power Development Authority Football Club
Maillots
Le Water and Power Development Authority Football Club (en ourdou : واٹر اینڈ پاور ڈیولپمنٹ اتھارٹی فٹ بال کلب), plus couramment abrégé en WAPDA, est un club pakistanais de football fondé en 1983 et basé dans la ville de Lahore.
Le club est parrainé par la Water and Power Development Authority, une compagnie des eaux.

## Palmarès
| Compétitions nationales |
| --- |
| - Championnat du Pakistan (8) : - Champion : 1983, 1991, 2001, 2003, 2004, 2008, 2008 et 2010. - Vice-champion : 2005 et 2007. - Coupe du Pakistan (2) : - Vainqueur : 2020 et 2024 - Finaliste : 1984, 2002, 2005, 2017, 2018. |

## Personnalités du club

### Présidents
- Munawar Malik

### Entraîneurs
- Sharafat Ali

### Anciens joueurs
- Arif Mehmood